# Moschea del Pascià
La moschea del Pascià (in montenegrino cirillico: Пашина џамија; in albanese Xhamia e Pashës) è una moschea ottomana di Dulcigno, in Montenegro.

## Storia e descrizione
La moschea fu costruita nel 1719 utilizzando i beni recuperati su una nave veneziana catturata durante un attacco condotto dalla marina della Serenissima contro Dulcigno. Fu dedicata all'ammiraglio e corsaro ottomano Uccialì Pascià, di origine calabrese. 
L'ingresso della moschea è caratterizzato da un semplice portico ligneo. All'interno della moschea sono presenti i resti di un hammam, gli unici nel Montenegro, e di una türbe. Entrambe le costruzioni sono state realizzate pochi decenni dopo la moschea.